# Ci sei tu/Tu non sai
Ci sei tu/Tu non sai è un singolo del gruppo musicale italiano Statuto, pubblicato nel 1990 dall'etichetta discografica Face Records.

## Il disco
Le due tracce sono altrettante cover di brani della band Who: Ci sei tu è la versione in italiano di Substitute, mentre Tu non sai è in originale  The Kids Are Alright. I brani verranno poi inseriti in Who Are Them, compilation dedicata agli Who, ed edita della Face Records di Antonio Bacciocchi

## Tracce
1. Ci sei tu
2. Tu non sai